# Кубок Грузии по футболу 1999/2000
Кубок Грузии по футболу 1999/2000 (груз. საქართველოს თასი 1999/2000) — 10-й розыгрыш Кубка Грузии по футболу. Турнир начался в 1999 году и завершился финалом, который состоялся 26 мая 2000 года. Кубок выиграла команда «Локомотив» (Тбилиси).

## 1/8 финала
| Команда 1           | Итог | Команда 2   | 1-й матч | 2-й матч |
| ------------------- | ---- | ----------- | -------- | -------- |
| Торпедо (Кутаиси)   | 7:0  | Академия-2  | 5:0      | 2:0      |
| Локомотив (Тбилиси) | 2:1  | Тбилиси     | 1:1      | 1:0      |
| Колхети-1913        | 1:0  | Мерани-91   | 1:0      | 0:0      |
| Динамо (Батуми)     | 3:1  | Металлург   | 2:0      | 1:1      |
| ВИТ Джорджия        | 6:2  | ТГУ Тбилиси | 1:1      | 5:1      |
| Маргвети-2          | 2:4  | Самгурали   | 0:2      | 2:2      |
| Дила                | 5:1  | Зоовети-2   | 3:0      | 2:1      |
| Динамо (Тбилиси)    | 9:0  | Гурия       | 6:0      | 3:0      |

## Четвертьфинал
| Команда 1        | Итог         | Команда 2           | 1-й матч | 2-й матч       |
| ---------------- | ------------ | ------------------- | -------- | -------------- |
| Динамо (Тбилиси) | 8:1          | Дила                | 4:0      | 4:1            |
| Самгурали        | 0:2          | Торпедо (Кутаиси)   | 0:0      | 0:2            |
| ВИТ Джорджия     | 0:0 (1:3 п.) | Локомотив (Тбилиси) | 0:0      | 0:0 (доп. вр.) |
| Динамо (Батуми)  | 3:0          | Колхети-1913        | 3:0      | 0:0            |

## Полуфинал
| Команда 1           | Итог | Команда 2         | 1-й матч | 2-й матч |
| ------------------- | ---- | ----------------- | -------- | -------- |
| Динамо (Тбилиси)    | 1:1  | Торпедо (Кутаиси) | 1:1      | 0:0      |
| Локомотив (Тбилиси) | 2:1  | Динамо (Батуми)   | 2:0      | 0:1      |

## Финал
| Локомотив (Тбилиси)                                  | 0:0 (доп. вр.) | Торпедо (Кутаиси)                             |
| ---------------------------------------------------- | -------------- | --------------------------------------------- |
|                                                      | (отчёт)        |                                               |
| Пенальти                                             |                |                                               |
| Гогичаишвили · Балашвили · Джишкариани · Хизанишвили | 4:2            | Асатиани · Кветенадзе · Чхетиани · Шекриладзе |